# Hoài Tiến Bằng
Hoài Tiến Bằng (tiếng Trung giản thể: 怀进鹏, bính âm Hán ngữ: Huái Jìn Péng, sinh ngày 20 tháng 12 năm 1962) là chuyên gia phần mềm máy tính, nhà khoa học máy tính, hàng không vũ trụ và chính trị gia nước Cộng hòa Nhân dân Trung Hoa. Ông là Ủy viên Ủy ban Trung ương Đảng Cộng sản Trung Quốc khóa XX, khóa XIX, hiện là Bí thư Đảng tổ, Bộ trưởng Bộ Giáo dục Trung Quốc. Ông nguyên là Bí thư Đảng tổ Hiệp hội Khoa học và Kỹ thuật Trung Quốc, Phó Chủ tịch Thường trực Hiệp hội Khoa học và Kỹ thuật Trung Quốc, Bí thư thứ nhất Ban Bí thư Hiệp hội Khoa học và Kỹ thuật Trung Quốc và Viện sĩ Viện Khoa học Trung Quốc.

## Tiểu sử

### Thân thế
Hoài Tiến Bằng là người Hán sinh tháng 12 năm 1962, nguyên quán Tế Nam, tỉnh Sơn Đông và sinh ra ở Cáp Nhĩ Tân, tỉnh Hắc Long Giang.

### Giáo dục
Tháng 9 năm 1980 đến tháng 9 năm 1984, Hoài Tiến Bằng theo học chuyên ngành ứng dụng máy tính khoa khoa học và kỹ thuật máy tính ở Đại học Công nghiệp Cát Lâm (nay là Đại học Cát Lâm).
Tháng 9 năm 1984 đến tháng 9 năm 1987, ông nghiên cứu sinh thạc sĩ chuyên ngành nhận dạng mẫu và điều khiển thông minh khoa kỹ thuật điện tại Đại học Công nghiệp Cáp Nhĩ Tân.
Tháng 9 năm 1990 đến tháng 12 năm 1993, ông theo học chuyên ngành phần mềm máy tính khoa khoa học và kỹ thuật máy tính tại Đại học Hàng không vũ trụ Bắc Kinh và được trao học vị tiến sĩ kỹ thuật.
Tháng 9 đến tháng 11 năm 2011, ông theo học lớp nâng cao cán bộ cấp tỉnh bộ kỳ thứ 50 tại Trường Đảng Trung ương Đảng Cộng sản Trung Quốc.

## Sự nghiệp

### Các giai đoạn
Tháng 1 năm 1986, Hoài Tiến Bằng gia nhập Đảng Cộng sản Trung Quốc.
Tháng 9 năm 1987, ông tham gia công tác làm giáo viên khoa máy tính của Đại học Hàng không vũ trụ Bắc Kinh.
Tháng 6 năm 1994, ông được bổ nhiệm giữ chức Phó Chủ nhiệm khoa máy tính, Đại học Hàng không vũ trụ Bắc Kinh.
Tháng 9 năm 1995 đến tháng 9 năm 1996, ông là học giả mời đến cao cấp Đại học Columbia, Hoa Kỳ.
Tháng 6 năm 1997, ông được bổ nhiệm làm Chủ nhiệm khoa máy tính, Đại học Hàng không vũ trụ Bắc Kinh.
Tháng 12 năm 2000, ông được bổ nhiệm làm Phó Bí thư Đảng ủy Đại học Hàng không vũ trụ Bắc Kinh kiêm Phó Hiệu trưởng Đại học Hàng không vũ trụ Bắc Kinh. Tháng 1 năm 2003, ông được bổ nhiệm giữ chức Ủy viên Ban Thường vụ Đảng ủy Đại học Hành không vũ trụ Bắc Kinh, Phó Hiệu trưởng Đại học Hàng không vũ trụ Bắc Kinh.
Tháng 4 năm 2003, ông nhậm chức Phó Hiệu trưởng Thường trực Đại học Hàng không vũ trụ Bắc Kinh, Ủy viên Ban Thường vụ Đảng ủy Đại học Hành không vũ trụ Bắc Kinh.
Tháng 5 năm 2009, Hoài Tiến Bằng được bổ nhiệm làm Phó Bí thư Đảng ủy Đại học Hàng không vũ trụ Bắc Kinh, Hiệu trưởng Đại học Hàng không vũ trụ Bắc Kinh, hàm Thứ trưởng.
Tháng 11 năm 2009, ông được bầu làm Viện sĩ Viện Khoa học Trung Quốc.
Năm 2013, ông được bầu làm Đại biểu Đại hội đại biểu Nhân dân toàn quốc (Quốc hội Trung Quốc) khóa XII (2013 - 2018).
Tháng 2 năm 2015, ông được bổ nhiệm giữ chức Thứ trưởng Bộ Công nghiệp và Công nghệ thông tin Trung Quốc, thành viên Ban Cán sự Đảng Bộ Công nghiệp và Công nghệ thông tin Trung Quốc.
Tháng 12 năm 2016, Hoài Tiến Bằng được luân chuyển làm Phó Bí thư Thành ủy Thiên Tân, một trong bốn thành phố trực thuộc Trung ương của Trung Quốc.
Tháng 9 năm 2017, ông được bổ nhiệm làm Bí thư Ban Cán sự Đảng Hiệp hội Khoa học và Kỹ thuật Trung Quốc, Phó Chủ tịch Thường trực Hiệp hội Khoa học và Kỹ thuật Trung Quốc, Bí thư thứ nhất Ban Bí thư Hiệp hội Khoa học và Kỹ thuật Trung Quốc.

### Bộ trưởng Bộ Giáo dục
Ngày 24 tháng 10 năm 2017, tại phiên bế mạc của Đại hội Đảng Cộng sản Trung Quốc lần thứ XIX, ông được bầu làm Ủy viên Ban Chấp hành Trung ương Đảng Cộng sản Trung Quốc khóa XIX. Ngày 20 tháng 8 năm 2021, Hoài Tiến Bằng được bổ nhiệm làm Bộ Giáo dục Trung Quốc.